# Прамаджоре
Прамаджоре (італ. Pramaggiore, вен. Pramagiòr) — муніципалітет в Італії, у регіоні Венето, метрополійне місто Венеція.
Прамаджоре розташоване на відстані близько 440 км на північ від Рима, 55 км на північний схід від Венеції.
Населення — 4684 особи (2014).

## Демографія
Населення за роками:

Станом на 1 січня 2023 року в муніципалітеті офіційно проживали 624 іноземці з 44 країн, серед них 252 громадяни країн Євросоюзу та 18 громадян України.

## Сусідні муніципалітети
- Анноне-Венето
- Кйонс
- Чинто-Каомаджоре
- Портогруаро
- Правіздоміні